# Gert Ammann

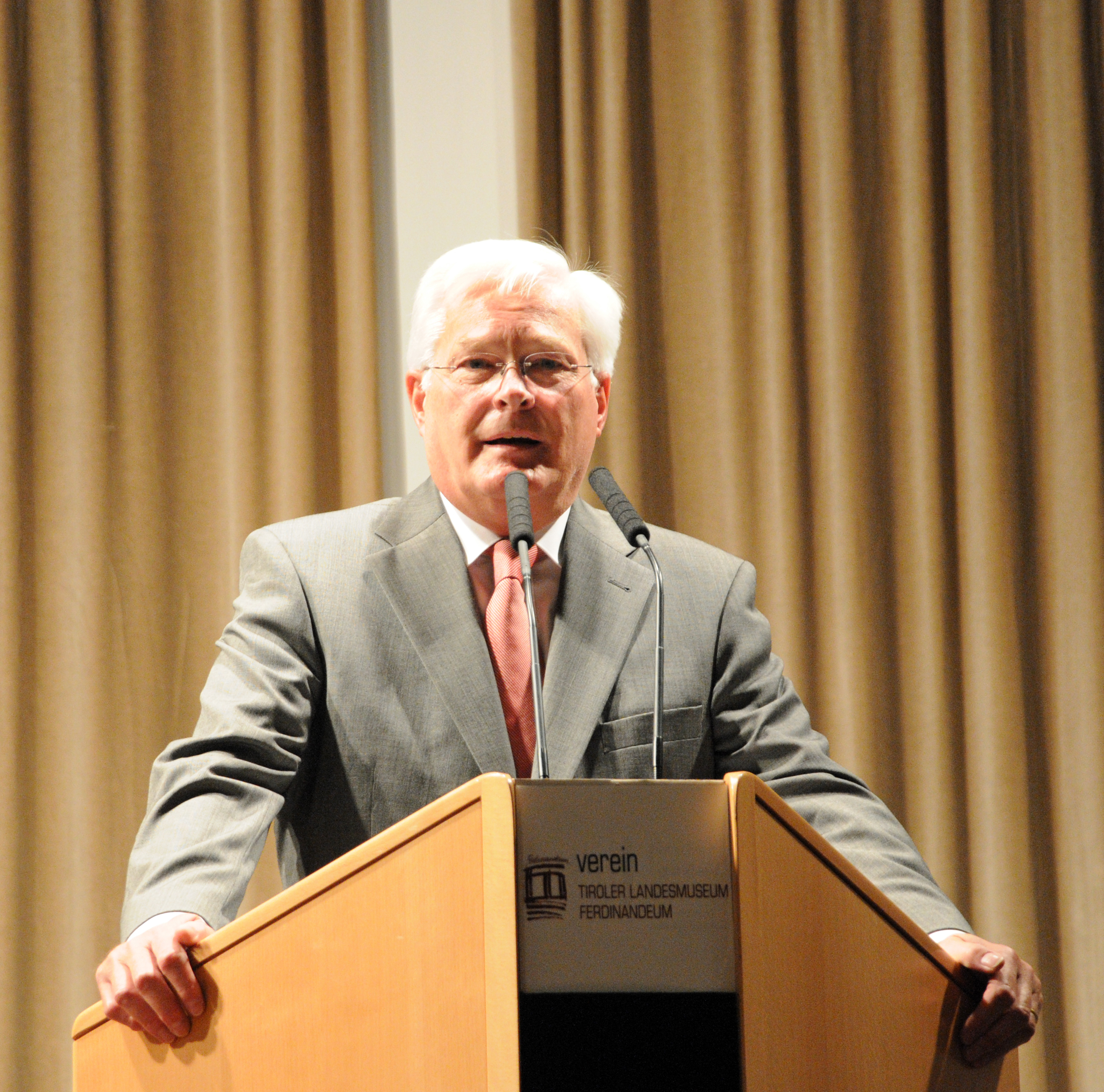
Gert Ammann (2007)

Gert Ammann (* 1943 in Bregenz) ist ein österreichischer Kunsthistoriker.

## Leben
Gert Ammann studierte Kunstgeschichte an der Universität Innsbruck und wurde dort 1968 promoviert. Seit 1968 arbeitete er am Tiroler Landesmuseum Ferdinandeum in Innsbruck. Ammann habilitierte sich 1983 für Österreichische Kunstgeschichte. Er war von 1985 bis 2005 Direktor des Tiroler Landesmuseums.

## Publikationen (Auswahl)
- (Bearbeiter): Dehio-Handbuch. Die Kunstdenkmäler Österreichs. Vorarlberg. Verlag Anton Schroll & Co, Wien 1983, ISBN 3-7031-0585-2.
- mit Gertrude Häusle: Martin Häusle 1903–1966. Katalog, Ausstellung im Palais Liechtenstein, Feldkirch 1991.
- mit Walter Guadagnini: Karl Plattner – Vollendet Unvollendet. Mostra Karl Plattner – Finito Non Finito. Südtiroler Kulturinstitut (Hrsg.), Ausstellung an der Freien Universität Bozen 2008. Tappeiner Verlag, Lana 2008, ISBN 978-88-7073-452-2.
- Bedrohung und Idylle. Das Menschenbild in Österreich 1918–1938. Ausstellungskatalog, Museum der Stadt Lienz im Schloss Bruck, Lienz 2009.
- Jos Pirkner. Material, Form und Raum. Festspielausstellung 2010 in Salzburg im Hangar-7, Collection Rolf Heyne, München 2010, ISBN 978-3-89910-472-1.
- Jakob Anton Bucher. Anton Pletzer und Peter Ainberger (Hrsg.), Folio Verlag, Wien/Bozen 2010, ISBN 978-3-85256-526-2.
- Alfons Walde 1891–1958. Tyrolia, Innsbruck 2012, 6., aktualisierte Auflage.
- mit Gregor Peda: Stift Stams (= Kleine Kunstführer 289). 2. Auflage, Schnell und Steiner, München/Zürich 1990, ISBN 3-7954-0493-2.